# باشگاه فوتبال شیروان کردامیر
باشگاه فوتبال شیروان کردامیر (به لاتین: Şirvan Kürdəmir FK) یک باشگاه و تیم فوتبال پیشین در جمهوری آذربایجان است.